# NGC 4220
NGC 4220 (również PGC 39285 lub UGC 7290) – galaktyka spiralna (S0-a), znajdująca się w gwiazdozbiorze Psów Gończych. Odkrył ją William Herschel 9 marca 1788 roku.

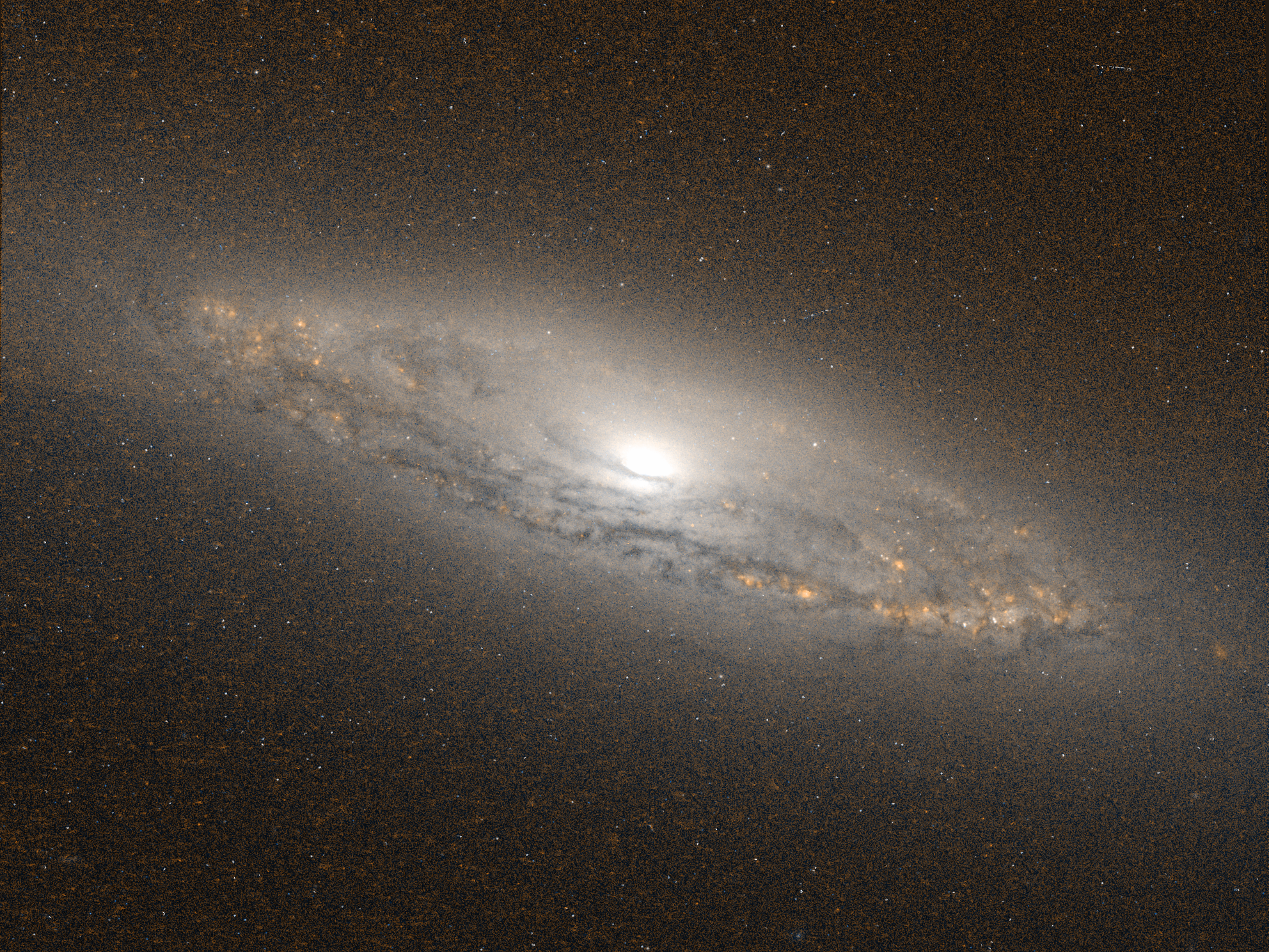
NGC 4220 na zdjęciu z teleskopu Hubble’a

W galaktyce tej zaobserwowano do tej pory jedną supernową – SN 1983O.